# Caurel (Côtes-d’Armor)
Caurel (bret. Kaorel) – miejscowość i gmina we Francji, w regionie Bretania, w departamencie Côtes-d’Armor.
Według danych na rok 1990 gminę zamieszkiwały 384 osoby, a gęstość zaludnienia wynosiła 33 osoby/km² (wśród 1269 gmin Bretanii Caurel plasuje się na 898. miejscu pod względem liczby ludności, natomiast pod względem powierzchni na miejscu 779.).